# 社寮 (南投縣)
社寮，原寫為社藔，是台灣南投縣竹山鎮的一個傳統地域名稱，位於該鎮北部偏西。相較於今日行政區，其範圍大致包括社寮里、山崇里。

## 歷史
台灣清治末期至日治初期，社寮地區為一街庄，稱為「社藔庄」，隸屬於沙連堡。該庄北隔濁水溪與炭藔庄、濁水庄為界，東與後埔仔庄為鄰，南邊為江西林庄，西邊為竹圍仔庄。
1901年（日治明治三十四年）11月，全台廢縣廳改設二十廳，該庄隸屬於斗六廳。1903年（明治三十六年）6月，該庄編入「林圮埔區」，隸屬於南投廳。1909年（明治四十二年）10月，合併二十廳為十二廳，林圮埔區改隸屬於南投廳。1920年（大正九年），全台地方制度大改正，廢十二廳改設五州二廳，該庄改制並雅化為「社寮」大字，隸屬於臺中州竹山郡竹山庄。1931年，竹山庄升格為竹山街。
戰後竹山街改制為竹山鎮，隸屬於臺中縣，大字亦改制為里。1950年10月，中、彰、投分治，竹山鎮改隸屬南投縣。

## 聚落
本地區發展較早的聚落有社藔、過坑仔、山腳、灣仔（西北半部）、他里溫等，在日治期初期的官方地圖上已有記載。

## 交通
國道3號又稱「福爾摩沙高速公路」，是貫穿台灣西部的兩條縱向高速公路之一，大致以東北—西南走向繞大彎轉北北西—南南東走向經過社寮地區西部邊界外不遠處，並於本地區西部邊界南側外緣設有竹山交流道，並以連絡線與省道台3線相接。由此可快速前往台灣南北各地。
省道台3線（南雲路、集山路二段）俗稱「內山公路」，是臺北至屏東的平面幹道，大致以北北西—南南東走向轉北北東—南南西走向經過由本地區西部，並於本地區西南部與國道3號竹山交流道連絡道相接。由該道路向北北西轉北可前往名間、南投、草屯、霧峰等地；向南南西可前往竹山市區、林內、斗六、古坑等地。
省道台3丙線（集山路一段）是竹山水底寮至集集林尾的幹道，其西側端點位於本地區中部偏西南的省道台3線路口。由此向東北轉北微西再轉東北東至本地區東部邊界北側，沿邊界線轉東南再轉東，因邊界線南移而出境，可前往後埔子、林尾並止於縣道152號舊線路口。
鄉道投100線（產業運輸大道）是竹山交流道至凸鼻子（實際終點在龜子頭）的道路，其西側端點位於本地區西南部國道3號竹山交流道連絡道路口。由此向北微東繞大彎轉西南西出境後，沿交流道外緣繞大彎轉北北西，至濁水溪南岸堤防轉東北微東再入境後續行，其後轉東北以至出境，可前往後埔子北部、大坵園北部、番子寮北部、龜子頭北部及東北部並止於鄉道投58線濁水溪玉峰大橋下。

## 學校
- 社寮國小

## 博物館
- 國立自然科學博物館車籠埔斷層保存園區

## 文化資產
- 永濟義渡碑（縣定古蹟）：位於社藔聚落東北部的紫南宮旁，昔日屬後埔子大字境內
- 竹山社寮敬聖亭（縣定古蹟）
- 甘泉井及石頭公（歷史建築）
- 社寮農會穀倉（歷史建築）

## 寺廟
- 竹山紫南宮：位於社藔聚落東北部，昔日屬後埔子大字境內